# Chersăcosu, Vaslui
Chersăcosu este un sat în comuna Stănilești din județul Vaslui, Moldova, România.
"Denumirea satului vine de la un fermier, care, la anul 1800, deținea, pe actuala vatră a satului, o mare livadă de Piersici (Chersici, denumire în zona moldovei)" - Marcel Asiminei, 77 ani.

 Acest articol despre o localitate din județul Vaslui este deocamdată un ciot. Puteți ajuta Wikipedia prin completarea lui.